# Podandrogyne trichopus
Podandrogyne trichopus är en paradisblomsterväxtart som först beskrevs av George Bentham, och fick sitt nu gällande namn av H.H. Iltis och T.S. Cochrane. Podandrogyne trichopus ingår i släktet Podandrogyne och familjen paradisblomsterväxter. Inga underarter finns listade i Catalogue of Life.